# Mauzoleum Ming Xiaoling
Mauzoleum Ming Xiaoling (chiń. upr. 明孝陵; chiń. trad. 明孝陵; pinyin Míng Xiàolíng) – mauzoleum znajdujące się u południowego podnóża Purpurowej Góry na wschodnich przedmieściach Nankinu, będące miejscem pochówku Hongwu, pierwszego cesarza dynastii Ming i jego żony Ma. Budowę grobowca rozpoczęto w 1381 roku i ukończono w roku 1431. W 1384 roku pochowano tu cesarzową Ma, a w 1398 cesarza Hongwu wraz z jego konkubinami.

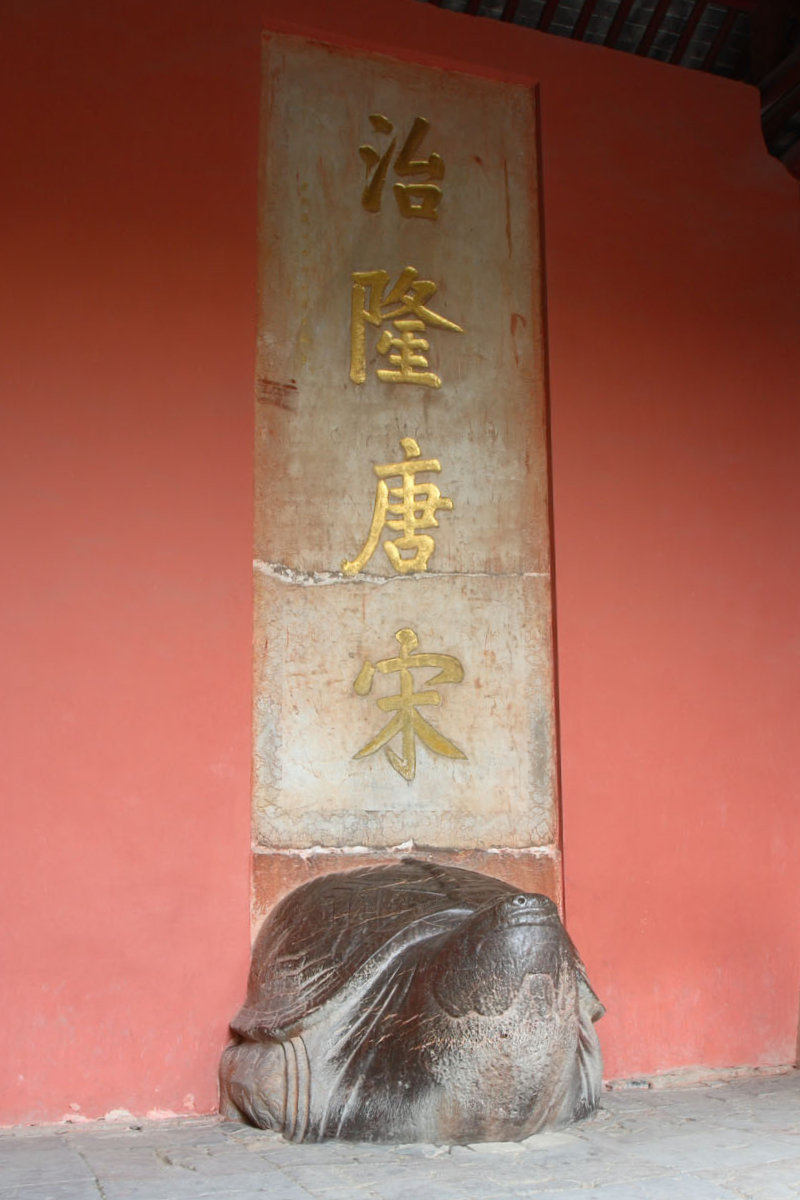
Stela ustawiona przez cesarza Kangxi

Cały kompleks obejmuje powierzchnię 2970 hektarów i jest jednym z największych cesarskich grobowców. Podzielony jest na dwie części połączone ze sobą ceremonialną drogą duchów, całość okala 45-kilometrowy mur. Większość budynków została zniszczona w trakcie powstania tajpingów. Wejście na teren pierwszej części mauzoleum stanowi brama Dajinmen. Przed nią przybysze zostawiali swoje konie i powozy. Za bramą znajduje się pawilon Sifangchen, w którym Yongle, syn i następca Hongwu, umieścił na grzbiecie kamiennego żółwia stelę wysławiającą cnoty i dokonania ojca. Stela ma wysokość 8,78 metra i wyryto na niej 2746 znaków chińskiego pisma. Od pawilonu Sifangchen biegnie droga duchów o długości 1,8 kilometra. Droga biegnie w kierunku północno-zachodnim, by w połowie swojej długości odbić nagle w kierunku północno-wschodnim. Taki jej kształt spowodowany jest koniecznością obiegnięcia wzgórza Meihua. Wzdłuż drogi umieszczono posągi zwierząt, urzędników i kolumny huabiao zwieńczone podobiznami smoków.
Na końcu drogi duchów znajduje się most, a za nim wzniesiona z czerwonej cegły brama, stanowiąca wejście na teren części grobowej; znajdujące się obok bramy dwa pawilony nie dotrwały do obecnych czasów. Tuż za bramą wznosi się niewielki drewniany pawilon ze stelą sławiącą panowanie Hongwu, ustawioną przez cesarza Kangxi. Za nim znajduje się marmurowy taras na którym dawniej stała największa w Chinach drewniana budowla, w której palono rytualne pieniądze ku czci zmarłego. Od tarasu droga prowadzi do najważniejszej budowli mauzoleum, pawilonu grobowego. Za nim znajduje się porośnięty cyprysami i otoczony murem okrągły kopiec o średnicy 400 metrów, pod którym znajduje się grób cesarza.